# 中国工农红军第三十三军
中国工农红军第三十三军，简称红三十三军，中国工农红军红四方面军主力部队之一。

## 概述
1933年10月，红四方面军在川陕苏区立足已稳，开始扩军，将川东游击队改编成红三十三军，军长王维舟、政治委员杨克明、副军长罗南辉，下辖第九十七师，师长罗南辉（兼任）；第九十八师，师长蒋群麟、政治委员龚堪彦；第九十九师，师长冉南轩。全军共1万余人。
1935年5月，红三十三军奉张国焘之命放弃根据地，开始长征。6月，红四方面军和红一方面军会师于四川懋功。红三十三军进行了整编，军长罗南辉、政治委员张广才、参谋长李荣，辖第九十八师：师长吴世安、政治委员吴诚忠；第九十九师：师长王波、政治委员王德安。同年11月，红三十三军与红五军团改编为的红五军合编为新的红五军。后参加西路军，被消灭。